# Ouricuri
Ouricuri là một đô thị thuộc bang Pernambuco, Brasil. Đô thị này có diện tích 2422,86 km², dân số năm 2007 là 62367 người, mật độ 25,74 người/km².